# Toshirō Mifune

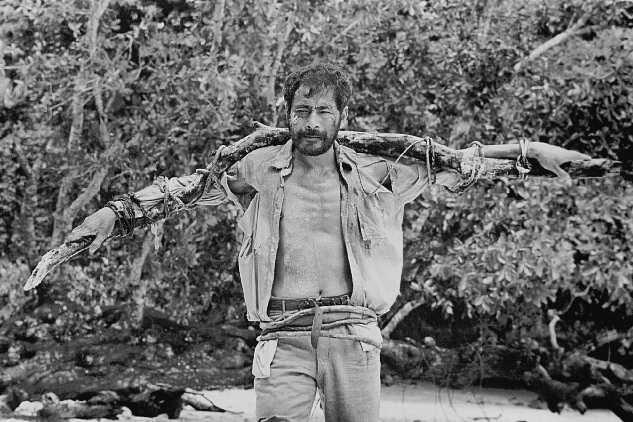
W filmie Piekło na Pacyfiku, 1968

Toshirō Mifune (jap. 三船 敏郎 Mifune Toshirō; ur. 1 kwietnia 1920 w Qingdao, zm. 24 grudnia 1997 w Mitace) – jeden z najpopularniejszych i najlepiej rozpoznawanych na świecie aktorów japońskich, także producent.

## Życiorys
Urodził się w chińskim mieście Qingdao. W Chinach służył w armii japońskiej do 1945 r. Po wojnie powrócił do Japonii, gdzie w 1946 r. zadebiutował w filmie. W 1948 r. wziął udział w castingu do filmu Akiry Kurosawy Pijany anioł.

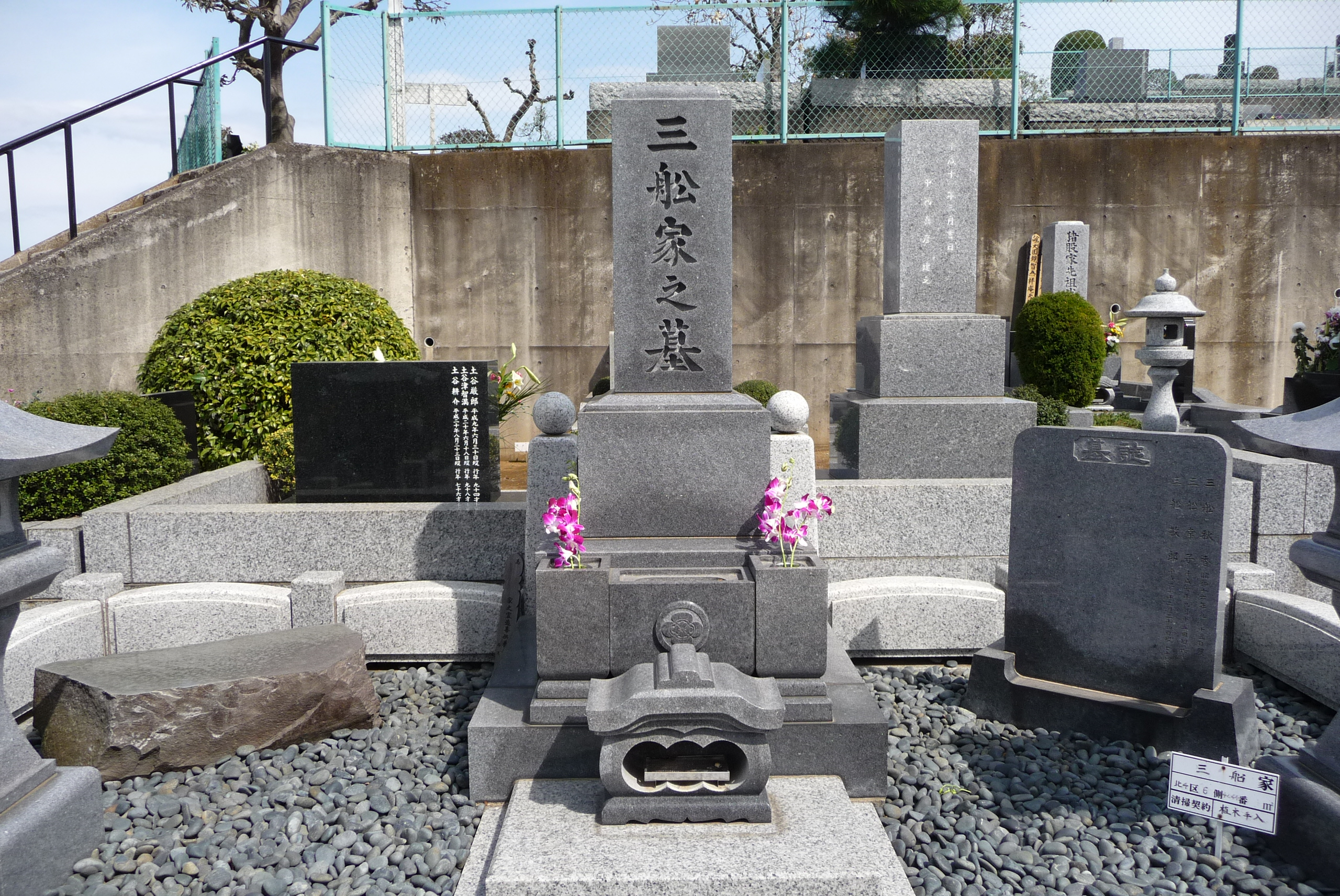
Grób Toshiro Mifune w Kawasaki

Mifune wystąpił w prawie stu siedemdziesięciu filmach. Najbardziej znany jest ze swych ról w dziełach Akiry Kurosawy z lat 50. i 60. Zagrał łącznie w szesnastu filmach reżyserowanych przez Kurosawę i siedmiu innych zrealizowanych według jego scenariuszy i to właśnie Kurosawa jest dzisiaj uważany za prawdziwego odkrywcę i kreatora jego talentu.
Początkowo zasłynął z ról bardzo ekspresyjnych i kontrastujących z dotychczas przyjętymi modelami japońskiej gry aktorskiej (policjant ze Zbłąkanego psa, gangster z Pijanego anioła). W późniejszym okresie jego aktorstwo ewoluowało w stronę stoickiej i oszczędnej gry (kreacje rōninów u Kurosawy, Inagakiego czy w filmach telewizyjnych własnej produkcji).
Po Rudobrodym Mifune pokłócił się z Kurosawą, w wyniku czego już nigdy więcej ze sobą nie współpracowali. Mimo to, w późniejszych latach wyrażali się o sobie nawzajem bardzo ciepło. Po tym konflikcie Mifune coraz częściej występował w produkcjach telewizyjnych, aby zapewnić byt swojej firmie, Mifune Productions.

## Filmografia
- 1948: Pijany anioł (Yoidore tenshi)
- 1949: Zbłąkany pies (Nora inu)
- 1950: Rashōmon
- 1951: Idiota (Hakuchi)
- 1952: Miecz do wynajęcia (Sengoku burai)
- 1953: Słonecznikowa dziewczyna (Himawari musume)
- 1954: Siedmiu samurajów (Shichinin no samurai)
- 1955: Żyję w strachu (Ikimono no kiroku)
- 1956: Bilans miłości (Aijō no kessan)
- 1957: Tron we krwi (Kumonosu-jō)
- 1958: Ukryta forteca (Kakushi toride no san akunin)
- 1959: Czas bogów (Nippon tanjō)
- 1960: Zły śpi spokojnie (Warui yatsu hodo yoku nemuru)
- 1960: Burza nad Pacyfikiem (Hawai Middowei daikaikūsen: Taiheiyō no arashi)
- 1961: Straż przyboczna (Yōjimbō)
- 1962: Sanjūrō: samuraj znikąd (Tsubaki Sanjūrō)
- 1963: Niebo i piekło (Tengoku to jigoku)
- 1965: Grand Prix 1966 (Grand Prix 1966)
- 1966: Rudobrody (Akahige)
- 1966: Miecz przeznaczenia (Dai bosatsu tōge)
- 1967: Bunt (Jōi-uchi: Hairyō tsuma shimatsu)
- 1968: Piekło na Pacyfiku (Hell in the Pacific)
- 1969: Samurajskie chorągwie (Furin kazan)
- 1971: Samuraj i kowboje (Soleil rouge)
- 1976: Bitwa o Midway (Midway)
- 1977: Ojciec chrzestny: Ambicja (Nippon no don: Yabohen)
- 1979: 1941
- 1980: Shōgun
- 1982: Wyzwanie (The Challenge)
- 1992: Cień wilka (Shadow of the Wolf)

## Nagrody
- Nagroda BAFTA Najlepszy aktor zagraniczny pierwszoplanowy: 1956 Siedmiu samurajów
- Nagroda Emmy Najlepszy aktor w miniserialu lub filmie telewizyjnym: 1980 Shogun